# Bassaniodes caperatoides
Bassaniodes caperatoides is een spinnensoort uit de familie van de krabspinnen (Thomisidae).
De wetenschappelijke naam van de soort werd in 1976 als Xysticus caperatoides gepubliceerd door Gershom Levy.